# Minicosa
Minicosa is een geslacht van spinnen uit de familie wolfspinnen (Lycosidae).

## Soorten
De volgende soorten zijn bij het geslacht ingedeeld:
- Minicosa neptuna Alderweireldt & Jocqué, 2007